# Al-Mourabitoune
Pour le parti politique libanais, voir Al-Mourabitoun.
Al-Mourabitoune (arabe : المرابطون, al-Murābiṭūn; « Les Almoravides ») est un groupe armé et une organisation terroriste d'idéologie salafiste djihadiste, née le 22 août 2013 de la fusion du MUJAO et des Signataires par le sang. Le 21 juillet 2015, elle adopte dans ses communiqués le nom d'Al-Mourabitoune-Al-Qaïda pour le djihad en Afrique de l'Ouest, puis Al-Mourabitoune-Al-Qaïda pour le djihad en Afrique à partir du 13 août 2015.
Le 13 mai 2015, une tendance du groupe menée par Adnane Abou Walid al-Sahraoui prête allégeance à l'État islamique et forme l'État islamique dans le Grand Sahara. L'autre tendance, menée par Mokhtar Belmokhtar, rallie officiellement Al-Qaïda au Maghreb islamique le 4 décembre 2015. Al-Mourabitoune cesse alors d'exister comme groupe indépendant pour devenir une katiba d'AQMI. Le 1er mars 2017, elle intègre le Groupe de soutien à l'islam et aux musulmans.

## Histoire

### Fondation
Le 22 août 2013, Ahmed Ould Amer, dit Ahmed al-Tilemsi et Mokhtar Belmokhtar annoncent la fusion du MUJAO et des Signataires par le sang en un seul mouvement. Cette fusion avait été demandée par le chef d'Al-Qaïda, Ayman al-Zawahiri.
Le nom de Al-Mourabitoune, qui signifie les Almoravides, est choisi en référence à la dynastie berbère des Almoravides qui régna aux XIe et XIIe siècles sur l'ouest du Sahara jusqu'au sud de la péninsule Ibérique,,. Dans un communiqué le groupe affirme avoir pris ce nom pour « faire revivre la mémoire et le symbole de l'unité de la puissance perdue » et de « se prévaloir du grand destin de l'État des Almoravides dont les symboles étaient la science et le djihad ».

### Division du groupe en mai 2015
Le 13 mai 2015, dans un communiqué signé de l'émir Adnane Abou Walid al-Sahraoui, Al-Mourabitoune annonce prêter allégeance à l'État islamique,. Cependant l'allégeance n'est faite que par une des deux composantes d'al-Mourabitoune, celle du MUJAO, et ne concernerait par Les Signataires par le sang de Mokhtar Belmokhtar,. Deux jours plus tard, ce dernier dément l'allégeance d'Al-Mourabitoune à l'EI et déclare que le communiqué d'Al-Sahraoui « n'émane pas du Conseil de la Choura ». Belmokhtar renouvelle au passage son allégeance à Ayman al-Zawahiri,. Le 18 mai, dans un nouveau message, Al-Sahraoui confirme l'allégeance du groupe à l'EI. Son porte-parole affirme qu'il a bien été désigné émir par les membres du Conseil de la choura au niveau de l'Azawad, ce que nie le porte-parole de Belmokhtar qui accuse Al-Sahraoui de s'être autoproclamé émir.
Le 21 juillet 2015, Al-Mourabitoune annonce que Mokhtar Belmokhtar est son émir et pour la première fois le groupe se présente comme étant « Al-Qaïda en Afrique de l'Ouest ». Le groupe a annoncé destituer Adnane Abou Walid al-Sahraoui, réaffirme son allégeance à Al-Qaïda et cherche peut-être à éviter une confusion avec un groupe homonyme pro-Al-Qaïda ayant fait scission avec la branche Égyptienne de l'État islamique dans le Sinaï,,. Le groupe signe alors ses communiqués sous le nom de « Al-Mourabitoune-Al-Qaïda du jihad en Afrique de l'Ouest ».
En août, l'État islamique publie un avis de recherche appelant à l'élimination de Mokhtar Belmokhtar. Il diffuse une biographie sommaire, qui selon le chercheur Romain Caillet, donne « des éléments de son parcours biographique qu’on ne connaissait pas, sous réserve que les informations divulguées par l'EI soient exactes ». Selon l'EI, Belmokhtar s'est réfugié en Libye après l'intervention française au Mali et Al-Mourabitoune a été fondé à Derna. Dans cette ville, il aurait pris part en juin 2015 aux combats contre l'État islamique au côté des forces du Conseil des moudjahidines,.

### Ralliement à AQMI
Le 4 décembre 2015, Abdelmalek Droukdel annonce officiellement le ralliement à Al-Qaïda au Maghreb islamique d'Al-Mourabitoune et de son émir Mokhtar Belmokhtar,. Ce ralliement est confirmé le même jour par Abou Dujana al-Qasimi, porte-parole d'Al-Mourabitoune. Selon le chercheur Romain Caillet, Ayman al-Zawahiri aurait pu exiger la fusion de ces deux groupes afin de contrer l'influence de l'État islamique.
Le 1er mars 2017, les chefs djihadistes d'Ansar Dine, d'AQMI et des katibas Al-Mourabitoune et Macina annoncent dans une vidéo leur unification en une seule structure : le Groupe de soutien à l'islam et aux musulmans, dirigé par Iyad Ag Ghali. Mokhtar Belmokhtar n'est pas présent sur la vidéo et est représenté par son adjoint, Hassan al-Ansari,,.

## Organisation

### Commandement
Lorsque Mokhtar Belmokhtar et Ahmed al-Tilemsi annoncent la formation d'Al-Mourabitoune, ils affirment avoir décidé de céder la direction de ce nouveau mouvement à une « autre personnalité » sans toutefois indiquer son nom. L'identité du commandant en chef d'Al-Mourabitoune reste longtemps inconnue, mais au milieu du mois d'avril 2014, Abou Bakr Al-Nasr, dit « l'Égyptien » est tué par l'armée française. Selon des sources militaires maliennes, il serait mort avec six de ses hommes dans la nuit du 10 au 11 avril lors d'une opération entre Kidal et Tombouctou, au sud du Timétrine. En mai, les autorités françaises affirment qu'Abou Bakr Al-Nasr était le chef du mouvement. Cependant aucun communiqué officiel d'Al-Mourabitoune n'a présenté al-Nasr comme l'émir du groupe. Selon le chercheur Marc Mémier, si al-Nasr a bien été un haut cadre d'Al-Mourabitoune, Mokhtar Belmokhtar et Ahmed al-Tilemsi auraient en réalité choisit de ne confier la direction du groupe à personne afin d'éviter un conflit de leadership.
En avril 2014, Mokhtar Belmokhtar publie un communiqué dans lequel il renouvelle son allégeance à Ayman al-Zawahiri, émir d'Al-Qaïda, dont l'autorité est mise à mal en Syrie à la suite de la sédition de l'État islamique en Irak et au Levant.
Plusieurs chefs d'Al-Mourabitoune sont tués par l'armée française au cours de l'Opération Barkhane. El-Hassen Ould Khalill, dit Jouleibib, lieutenant de Belmokhtar et ancien porte-parole des Signataires par le Sang, est surpris et tué avec deux de ses hommes à 200 kilomètres à l'ouest de Tessalit, dans la nuit du 13 au 14 novembre 2013,. Puis Omar Ould Hamaha tombe à son tour, probablement lors d'un bombardement dans l'Ametettaï, la nuit du 4 au 5 mars 2014,. Ahmed al-Tilemsi meurt dans la nuit 10 au 11 décembre 2014, lors d'un combat près de Tabankort. Après la mort d'al-Tilemsi, Belmokhtar devient alors l'émir du groupe.

### Effectifs
En octobre 2013, selon Philippe Migaux, chercheur et maître de conférence à Sciences Po Paris, le mouvement dispose à sa création d'environ 300 hommes divisés en trois katiba. L'ancienne unité de Belmokhtar, la katiba Al-Mouthalimin (les Enturbannés) est dirigée par son bras droit Omar Ould Hamaha,. Ahmed al-Tilemsi, de son côté, est le chef de la katiba Oussama Ben Laden. Le groupe n'est pas organisé selon une hiérarchie pyramidale, il est dirigé par une choura, un conseil consultatif où siègent plusieurs membres.
D'après une source de RFI, proche des services français de renseignements, al-Mourabitoune aurait subi de lourdes pertes et ne compterait plus qu'une centaine d'hommes en mai 2014.
En mars 2015, le journaliste mauritanien Lemine Ould Mohamed Salem estime que le groupe compte 500  à   600 hommes.
En février 2016, les services maliens estiment qu'Al-Mourabitoune compte 200 combattants. Rémi Carayol, journaliste de Jeune Afrique, indique que « d'autres sources parlent d’un millier ».
En janvier 2017, le chercheur Marc Mémier estime que la katiba Al-Mourabitoune compterait environ 200  à   300 hommes,.
Selon Marc Mémier, la majorité des combattants d'Al-Mourabitoune sont des Maliens — principalement des Touaregs et des Peuls, mais peu d'Arabes — il compte aussi dans ses rangs des Nigériens, des Sénégalais, des Burkinabés, des Mauritaniens, ainsi que quelques Algériens et Tunisiens, notamment parmi les cadres.

### Zones d'activité
Al-Mourabitoune est actif dans la région de Gao, au Mali, et au nord du Niger. Au Mali, l'organisation est proche d'Ansar Dine et dispose également de contacts avec Ansar al-Charia en Tunisie, Ansar al-Charia en Libye, des islamistes au Soudan, ainsi qu'en Égypte avec le Groupe des partisans de la maison sacrée et un groupe proche d'al-Qaïda également appelé Al-Mourabitoune, ainsi qu'au Nigeria avec Boko Haram et surtout Ansaru,.

### Financement
Selon Marc Mémier, chercheur à l'Institut français des relations internationales (IFRI), Al-Mourabitoune tire l'essentiel de ses fonds de dons privés originaires du
Moyen-Orient : « Ces fonds passeraient d’une part par une voie relativement officielle – à travers des organisations humanitaires, des fondations religieuses ou encore le financement de mosquées – et par une voie plus officieuse d’autre part, via un réseau de commerçants sahéliens qui ferait transiter les fonds depuis la région d’origine du donateur jusqu’à la destination finale. Dans les deux cas, les mécanismes sont d’ordre privés, indirects et passent par de nombreux intermédiaires »,.
Le groupe reçoit également des fonds de Libye en étant impliqués dans divers trafics locaux ou en protégeant des infrastructures pétrolières pour le compte de milices,. Il tirerait également des bénéfices financiers du côté du trafic des migrants,,.
Les djihadistes ont également recours au trafic de denrées alimentaires, de médicaments, de carburant et de divers autres produits de première nécessité. Selon le chercheur Philippe Migaux, une partie des membres du groupe sont liés financièrement au trafic de stupéfiants. Mais pour le chercheur Marc Mémier : il est « très peu probable que le trafic de drogue ait constitué une source de financement de premier plan d’AQMI et d'Al-Mourabitoun »,. Mokhtar Belmokhtar aurait même exigé à la formation d'Al-Mourabitoune que les anciens membres du MUJAO impliqués dans le trafic de drogue fassent leur repentir (« Tawba »). Selon Marc Mémier : « La plupart des anciens grands trafiquants du MUJAO ayant intégré Al-Mourabitoun se seraient ainsi rangés ». Il indique cependant que « le groupe bénéficierait toutefois plus indirectement de ces trafics en jouant un rôle de passeur ou de protection de différentes formes de cargaisons traversant la zone, dont certaines pouvant contenir des stupéfiants ».

## Actions

### Attentats
Le 17 juillet 2014, Abou Aassim El-Mouhajir, le chargé de communication d'Al-Mourabitoune, revendique une attaque-suicide commise trois jours plus tôt contre une patrouille de l'armée française près d'Almoustarat. Sept soldats français ont été blessés dans l'attentat, dont un mortellement et deux autres grièvement,,,.
Le 26 janvier 2015, à Bamako, le général malien Mohamed Abderrahmane Ould Meydou échappe à une tentative d'assassinat commise par deux hommes armés, il est cependant blessé par les tirs. Al-Mourabitoune revendique l'attaque le 7 mars.
Le 7 mars 2015, Al-Mourabitoune revendique un attentat commis le jour même à Bamako où un commando de deux hommes ouvre le feu dans un bar-restaurant-boîte de nuit, tuant cinq personnes, dont trois Maliens, un Français et un Belge, et faisant huit blessés. Le mouvement affirme avoir commis cette attaque pour venger la mort d'Ahmed al-Tilemsi,,,,,. L'un des auteurs est localisé par la police malienne, et tué à Bamako le matin du 13 mars dans un assaut qui fait également quatre  blessés chez les policiers,.
Le 20 novembre 2015, le groupe revendique l'attentat du Radisson Blu de Bamako, qui fait au moins 27 morts dans la capitale malienne.
Après son ralliement à AQMI, Al-Mourabitoune revendique encore les attentats de Ouagadougou du 15 janvier 2016, l'attentat de Grand-Bassam du 13 mars 2016 et l'attentat de Gao du 18 janvier 2017.

### Prises d'otages
Le 5 avril 2012, à Gao, le MUJAO capture sept diplomates algériens. À la suite de négociations secrètes, trois d'entre eux sont libérés en juillet. Cependant, après l'arrestation de trois membres d'AQMI par les forces spéciales algériennes, et en raison du refus du gouvernement algérien de les libérer, le MUJAO déclare le 1er septembre que l'un des otages, le vice-consul Taher Touati, a été exécuté,,,. Par la suite, un autre captif, le consul Boualem Saïes, meurt en détention des suites d'une maladie. Les deux derniers otages sont finalement relâchés près de Bordj Badji Mokhtar le 30 août 2014.
Le 20 novembre 2012, un Franco-Portugais, Gilberto Rodrigues Leal, est enlevé à Diéma par le MUJAO. Le 22 avril 2014, Al-Mourabitoune annonce à l'AFP la mort de l'otage, mais sans préciser ni la date ni les circonstances de son décès,.
La 18 mai 2015, la dissidence pro-État islamique revendique l'enlèvement d'un Roumain nommé Iulian Ghergut, officier de sécurité dans une mine de manganèse de Tambao, au nord du Burkina Faso, capturé le 4 avril,.
Le 15 janvier 2016, un couple d'Australiens, Jocelyn et Ken Elliott, établis depuis 40 ans au Burkina Faso, est enlevé à Djibo, près de Baraboulé,. La katiba Al-Mourabitoune revendique l'enlèvement le 5 février et annonce la libération sans contrepartie de Jocelyn Eliott,. Cette dernière est effectivement libérée le 6 février.